# パーキングブレーキ

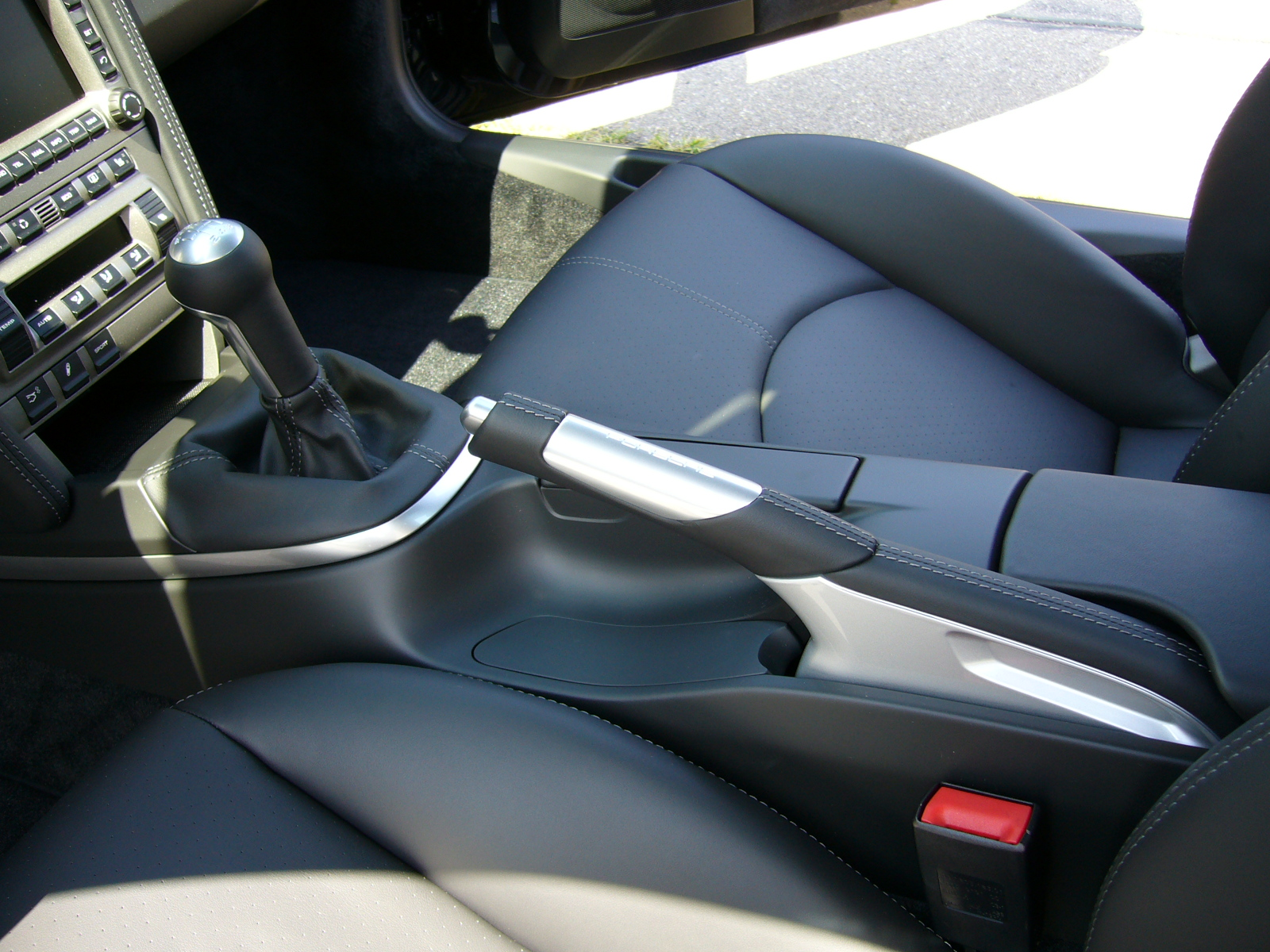
パーキングブレーキレバー（ポルシェ・997）

パーキングブレーキ（英: parking brake）とは、
1. 機械の動作や移動をとめるための手動式の制動機構。または、その機構で止める行為。
2. 自動車のブレーキ機構のひとつ。駐車ブレーキとも表記される。また、運転席の横にあるものは和製英語でサイドブレーキとも呼ばれる。英語では、通常のブレーキが効かない場合に非常用として使われるためエマージェンシーブレーキ [注釈 1]とも、また手で操作する物はハンドブレーキ[注釈 2]とも呼ばれる。

いずれも止めるための仕組みは摩擦ブレーキで、多くの場合、動作はてこ、ねじ、カムなどによって操作力を増幅する仕組みとなっている。操作力の伝達は、軽量から中量程度の自動車ではロッドやケーブル、鉄道車両では歯車やチェーンによる機械式となっており、重量自動車（大型車・特大車）のホイールパーク式では拘束にばね、緩解に圧縮空気を用いている。

## 自動車用

### 操作方法

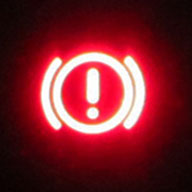
ブレーキ警告灯
パーキングブレーキ使用中やブレーキフルードの液面低下時に点灯する

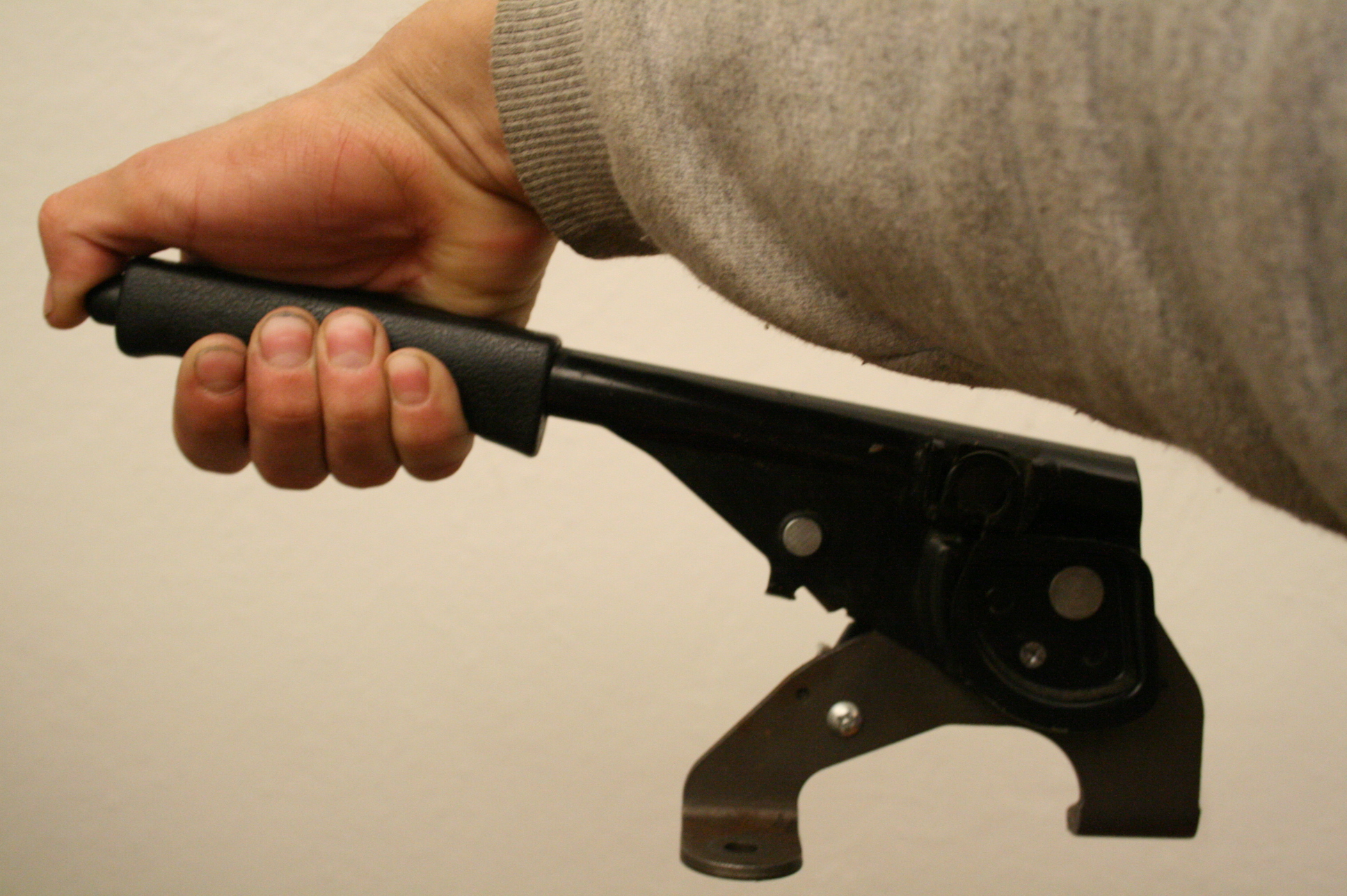
パーキングブレーキレバーの操作。ブレーキをかけるときはレバーを引き上げ、解除するときはレバー先端のボタンを押して下ろす。

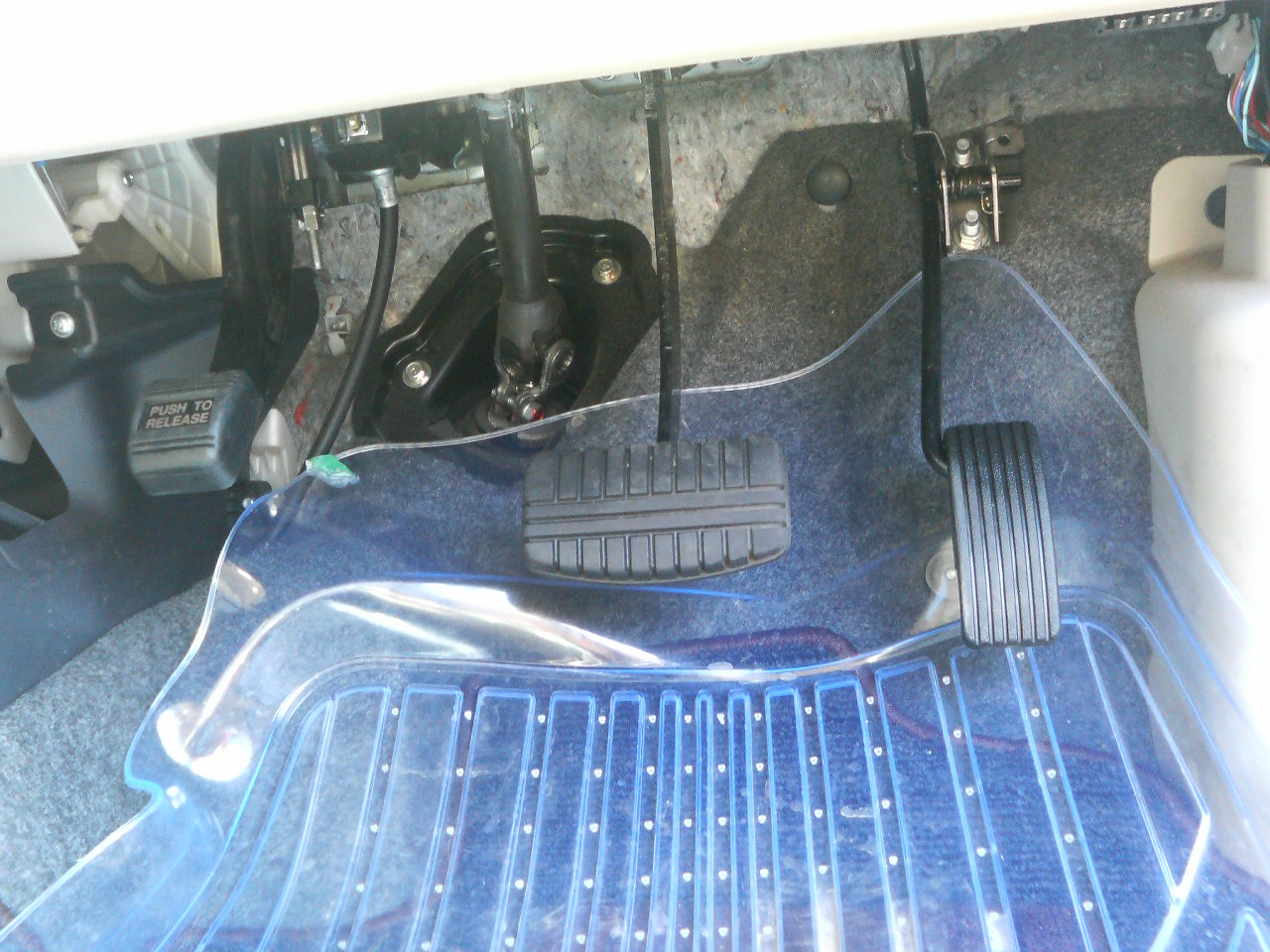
一番左端にあるペダルが脚踏み式のパーキングブレーキ（日産・オッティAT車仕様）

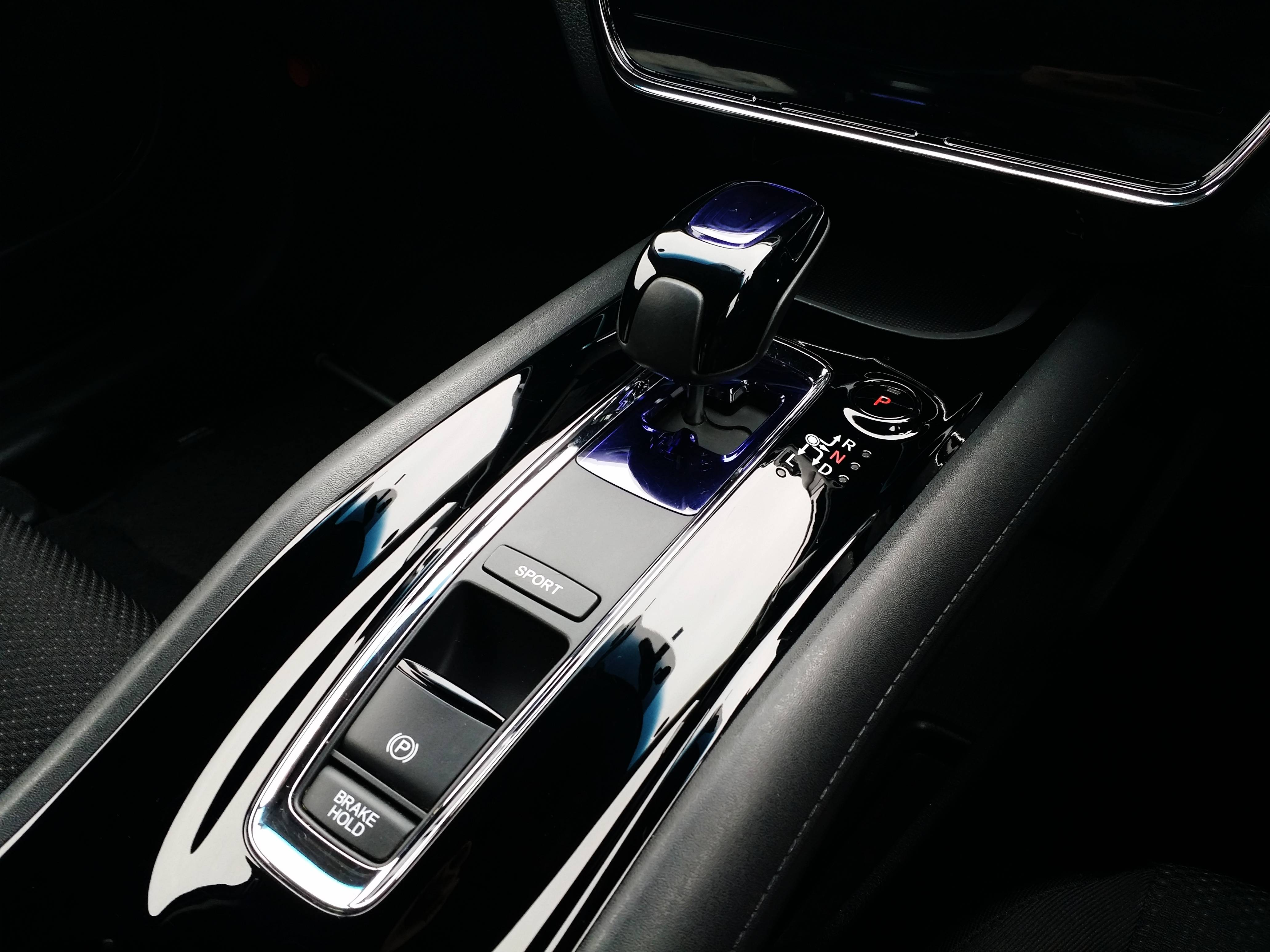
電子制御パーキングブレーキ採用車種のパーキングブレーキスイッチ（ホンダ・ヴェゼルハイブリッド）

自動車を駐車させるブレーキは、従来は床のブレーキレバーを手で上に引き上げたり、ダッシュボード付近から手前に引っ張り出したりしていたことから、「ハンドブレーキ」「サイドブレーキ」と呼ばれていた。しかし、足踏み式（解除については手元のレバーを操作するハンドリリース式とペダルを再度踏みこむフットリリース式がある）や、押しボタンスイッチで作動させる（押して解除、引いて作動が基本）電動パーキングブレーキを採用する流れがあり、「ハンド」「サイド」ともに実態から離れてきてしまったことから、カタログの表記などでは「パーキングブレーキ」あるいは「駐車ブレーキ」という呼称に統一されている。
パーキングブレーキは駐車時のみならず、フットブレーキの液漏れやエア噛み・ベーパーロック現象などで車を停止できなくなったときの非常用ブレーキとしても使用される。方法は、エンジンの過回転に注意しながらシフトダウンし、エンジンブレーキを十分に作用させる。次に、パーキングブレーキを少しずつ引いていき、摩擦により制動をかけていく。
氷点下では長時間の駐車の際に、ブレーキ周りやワイヤー被覆内の水分が凍結し、ブレーキ解除が不可能になる恐れがあるため、パーキングブレーキを使わないことが推奨されている（オートマチックトランスミッションではP位置にレバーをセットし、マニュアルトランスミッションではエンジン停止後、平地・下り坂では後退位置の「R」、上り坂では「1速」にセットする（その後、輪止めを車輪にかませることが推奨される）。電動型についてはその必要がないと言われることも多いが、メーカーは従来型と同様の処置を推奨している。
また、差動装置にリミテッド・スリップ・デフ(LSD)が装着されていない車体(オープンデフ)の場合、パーキングブレーキの掛かる車輪と駆動輪が一致している構造の場合に限り、何らかの原因で片輪が空転する事で接地している車輪へのトルクが伝達されなくなり、結果として駆動輪にトラクションが掛からなくなった際に、坂道発進の要領でパーキングブレーキを半分ほど掛けながら発進の操作を行う、または空転中に断続的にパーキングブレーキを引くなどにより、空転している片輪をパーキングブレーキで強制的に止める事で、瞬間的ではあるがLSDやデフロックと同様の差動制限効果を擬似的に発生させる事が出来る。パーキングブレーキを用いた差動制限は、オープンデフの四輪駆動車でオフロード走行を行う場合や、FR車が雪道でスタックした場合に用いられる事の多い走行技術で、2010年代以降の車両に採用例が増えてきているトラクションコントロールシステムの一種である「ブレーキLSD」は、この走行技術を応用して車輪の空転をセンサーで検知し、その車輪のみにフットブレーキを掛ける事でLSDと同様の効果を発揮させるものである。
足踏み式のパーキングブレーキは、MT車ではクラッチペダルと混同するおそれがあるため採用例は少ない。フォークリフトの場合は、クラッチペダル（インチングペダル）のさらに左側にパーキングブレーキペダルが備わっていることがある。
電動パーキングブレーキを装備した車種では、シフトレバーの操作に応じて自動で作動・解除する機能や、信号待ちなどの停止中にブレーキペダルから足を離しても停止を保持する機能（オートブレーキホールド）を備える車種も多い。

### 構造
パーキングブレーキ機構は、ほとんどの場合は後輪に備えられ、一般的にはワイヤーケーブルで作動させるものがほとんどであったが、2000年代以降は電動式も増えている。
スポーツカーでは1960年代から4輪ディスクブレーキが採用され始め、ワイヤー駆動でリアキャリパーを作動させるパーキングブレーキが存在したが、パッドでディスクを挟むだけのこのタイプは自己倍力作用が無く、制動を維持する力（拘束力）が小さいため、高い制動力を必要としない軽自動車や一部のスポーツカーに採用例があり、小型のドラムを内蔵したドラムインディスク式は、重量があり、高い制動力と拘束力を必要とする高級車やスポーツカーに採用されるという棲み分けがなされた。
後輪がドラムブレーキの場合は自己倍力作用による拘束力が強く、リアブレーキとパーキングブレーキを一つのハブに収められるため、車両総重量の大きい大型トラック、バスを始め、大衆車や軽自動車などで広く用いられている。
ライトトレーラーでは、車体に設置したワイヤーやチェーンをホイールに引っかける簡易な方式のパーキングブレーキも、近年認められるようになった。

#### センターブレーキ

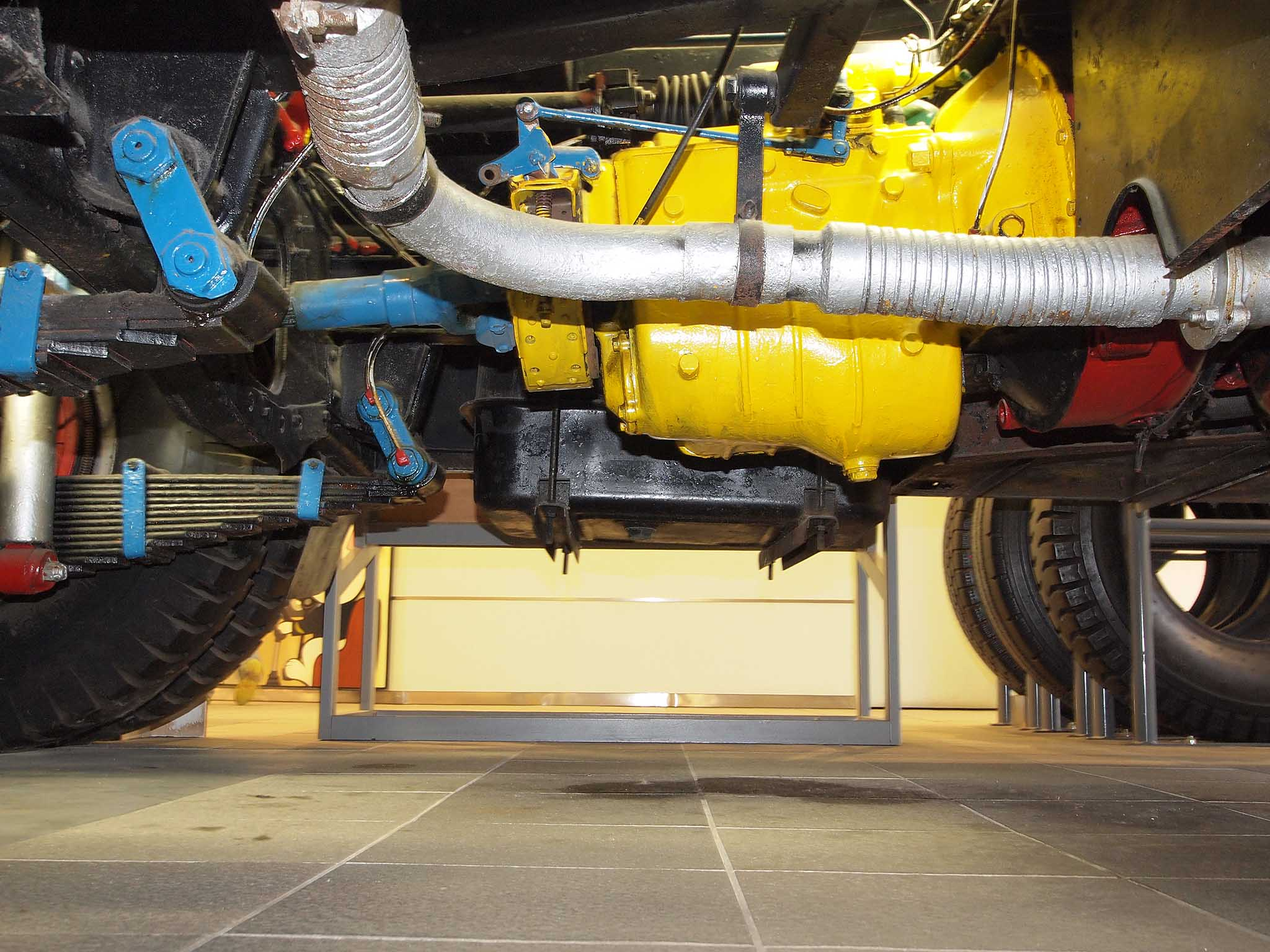
大型車のセンターブレーキ式パーキングブレーキとギアボックス（日野・RB10用）

中期ブレーキ規制対応以前に製作された大型車や、一部の四輪駆動車ではプロペラシャフト（推進軸）を拘束する「センターブレーキ」が採用されていた。これは通常トランスミッションの直後、リアもオフセットドライブの四輪駆動車ではトランスファーの直後に設置されており、ファイナルドライブギアの減速比に応じて拘束力がさらに強まる長所があるが、パーキングブレーキの作動中でもディファレンシャルギアの作用によって両輪が互いに反対方向へ回転してしまうことがあり、車両が転動する危険もあるため、特に摩擦係数の低い雪道や凍結路面での駐車や、片輪のみのジャッキアップには適していない。これらの条件での転動は他の方式に比べて起こりやすいといえる。そのため、中期ブレーキ規制に対応した大型車輌の場合、次節の「ホイールパーク式」パーキングブレーキが主流となっている。

#### ホイールパーク式（エアブレーキ）

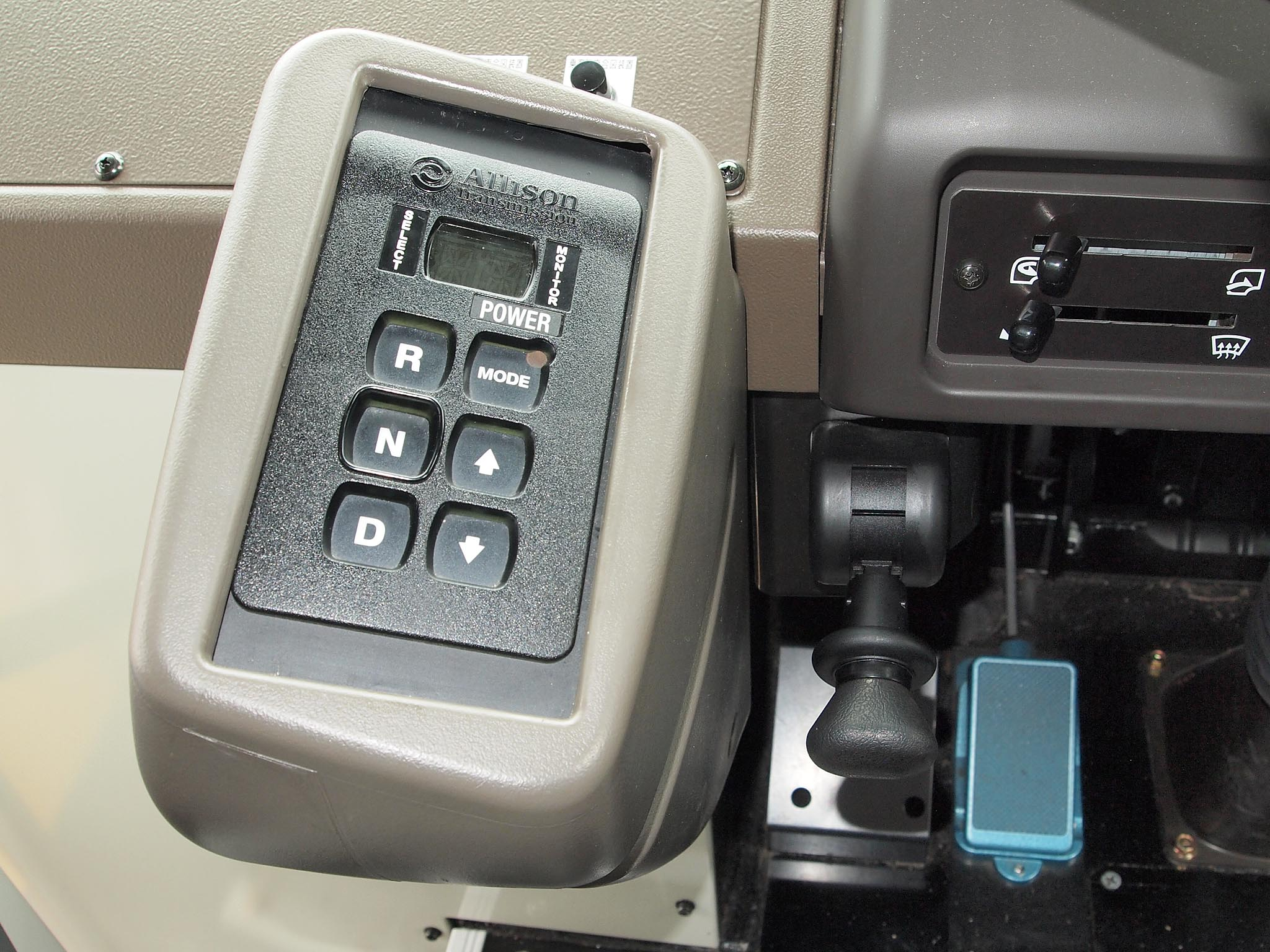
大型車のホイールパーク式パーキングブレーキレバー（中央 : 三菱ふそう・エアロスター用）

2000年前後以降に発売された大型トラックは、パーキングブレーキの動作にパワースプリングを使用する、ホイールパーク式パーキングブレーキを採用している。駐車時はパワースプリングの力でホイールを固縛している。走行時はパーキングブレーキ用のブレーキチャンバーに圧縮空気を送って、圧縮空気の力でスプリングを押し込んでパーキングブレーキの解除をしている。このため、空気系統に不具合があるとブレーキ不緩解に陥る。三菱ふそうのベストワンファイターは2019年9月のマイナーチェンジで4 t積車にもホイールパーク式パーキングブレーキを標準搭載している。

## オートバイ用
オートバイにおいては、斜面に駐車してサイドスタンドを立てた際に車体がずり下がり転倒する恐れがあるため、また坂道における停車時に手あるいは足をブレーキから離しても車両が動かぬよう、装備している場合がある。ワイヤー式ドラムブレーキを装備する車種において、また油圧式ブレーキを装備する車種において、機械的にブレーキレバーを固定する簡易なパーキングブレーキ機構を備えるものが存在している。また、ビッグスクーターにおいては、乗降時の安全性を確保するなどの目的で、過去に見られたブレーキレバーロック機構とは異なる専用の「パーキングブレーキノブ」などの装置を備えた車種が見られる。